# Gusztáv Jány

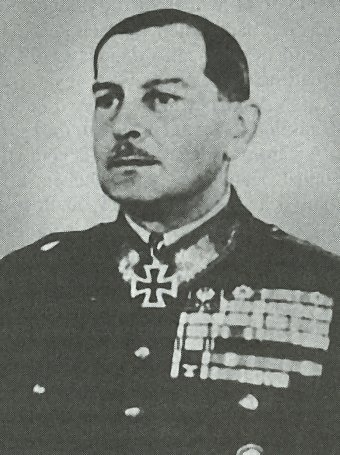
Gusztáv Jány nach März 1943

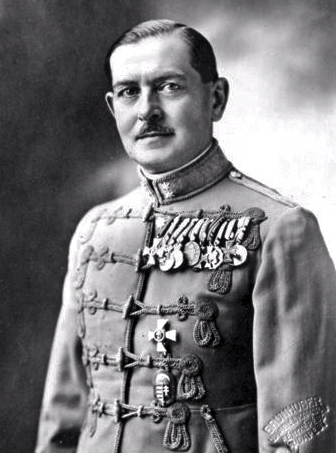
Jány in den 1920er Jahren

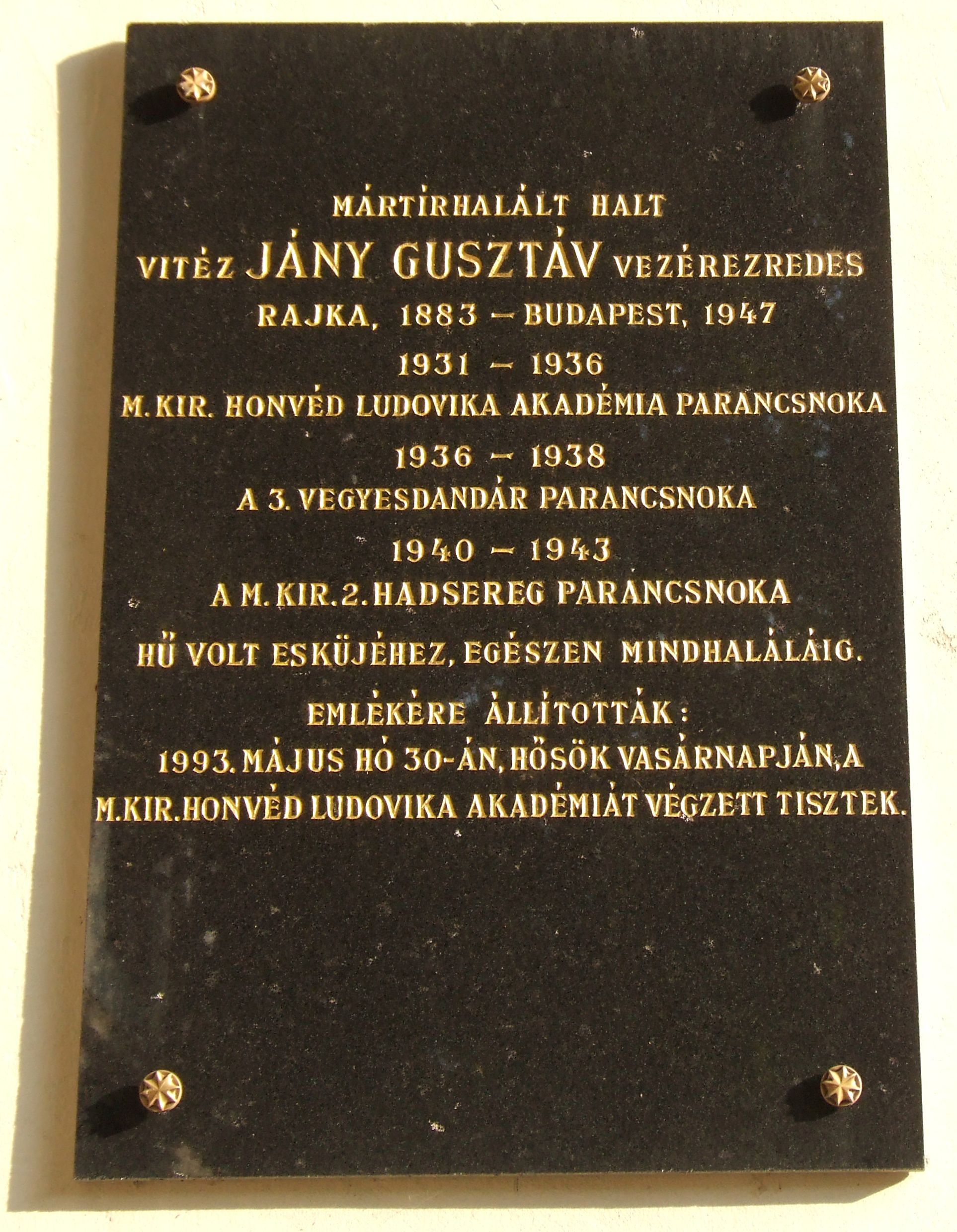
Schild am Militärmuseum Budapest

Gusztáv Jány [ˈgustaːv ˈɟaːni] (amtlich ungarisch: vitéz Jány Gusztáv; deutsch auch Gustav von Jány; Name bis 1924 Gustav Hautzinger; * 21. Oktober 1883 in Rajka; † 26. November 1947 in Budapest) war ein ungarischer Offizier im Ersten und Zweiten Weltkrieg, zuletzt im Range eines Generalobersten. Sein Name ist insbesondere mit dem Untergang der 2. ungarischen Armee im Januar 1943 verbunden. Dieses militärische Debakel am südrussischen Donbogen wird auch als das „ungarische Stalingrad“ oder als der „schwärzeste Tag in der Geschichte der ungarischen Armee“ bezeichnet.
Er wurde 1947 vom ungarischen Volksgerichtshof wegen Kriegsverbrechen zum Tode verurteilt und hingerichtet.

## Herkunft und Bildung
Hautzinger stammte aus einer deutsch-polnischen Familie. Sein Vater, Sándor (Alexander) Hautzinger, war Lebensmittelhändler und Landwirt. 1896 zog die Familie nach Budapest. Hautzinger besuchte u. a. das lutherische Lyzeum in Ödenburg und das lutherische Gymnasium am Budapester Deák-Platz.
1902 bis 1905 studierte Hautzinger an der Pester Ludovika-Militärakademie. Nach Abschluss des Studiums wurde er zum Leutnant ernannt. Von 1909 bis 1912 besuchte Hautzinger die Theresianische Militärakademie in Wiener Neustadt für weiterführende Studien.

## Erster Weltkrieg
Während des Ersten Weltkriegs wurde Hautzinger vornehmlich als Stabsoffizier in Galizien eingesetzt und im November 1914 zum Hauptmann befördert. 1918 wurde er ins Kriegsministerium versetzt.

## Zwischenkriegszeit
Ab Februar 1919 nahm Hautzinger als Angehöriger der Szekler Division unter Oberst Károly Kratochvill am Ungarisch-Rumänischen Krieg teil. Die Division kapitulierte am 29. April 1919 und kam in rumänische Gefangenschaft. Hautzinger kehrte erst Ende August 1920 wieder aus der Gefangenschaft zurück.
Im Oktober 1920 wurde Hautzinger Stabschef einer in Debreczin stationierten Division. Am 17. Juni 1924 erfolgte die Erhebung zum Vitéz; zeitgleich magyarisierte Hautzinger seinen Nachnamen zu Jány unter Rückgriff auf den Geburtsnamen seiner Mutter.
Im September 1931 kehrte Jány als Lehrer an die Ludovika-Akademie zurück und war von 1932 bis 1936 der Kommandeur der Militärakademie. Die verbleibenden Jahre bis zum Zweiten Weltkrieg verbrachte Jány im Truppendienst sowie in der Militärkanzlei des Reichsverwesers Horthy.

## Zweiter Weltkrieg
Ab März 1940 kommandierte Jány die neu aufgestellte ungarische 2. Armee. Die erste militärische Operation dieser Armee war die Besetzung Siebenbürgens im September 1940 nach dem zweiten Wiener Schiedsspruch.

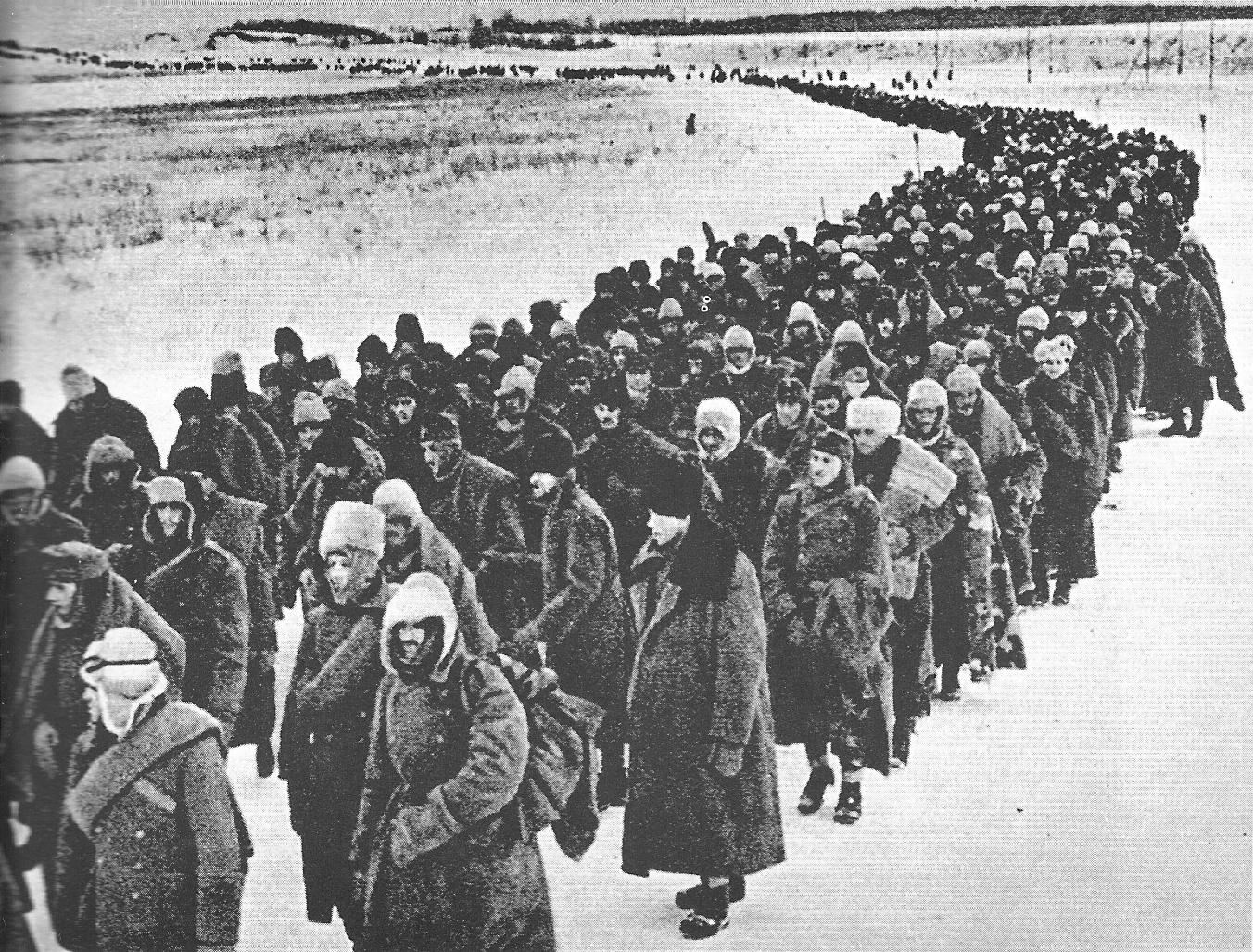
Gefangenenkolonne mit Soldaten der Achse Anfang 1943

Im April 1942 führte Jány die schlecht ausgebildete und dürftig ausgerüstete Armee an der Seite der deutschen Wehrmacht in den Krieg gegen die Sowjetunion. Insbesondere fehlten Panzerabwehrgeschütze (Pak). Auch stand zu wenig Munition zur Verfügung. Selbst die Verpflegungslage war unzureichend. Eine von deutscher Seite versprochene Waffenhilfe von 250 Paks und 180 8,8 Geschützen traf nie ein. Die Armee verfügte mit der ungarische 1. Panzerdivision nur über einen motorisierten Kampfverband, mit allerdings schon veralteten Panzern. Jány besuchte oft Truppen auf dem Schlachtfeld, und bei einer seiner Inspektionen am 25. August 1942 wurde er durch das Fragment einer Mörsergranate verwundet. Während seiner Behandlung in Budapest zwischen dem 28. August und dem 7. Oktober wurde er durch Generalleutnant Lajos Csatay ersetzt.
Die 2. Armee war zunächst der Heeresgruppe Süd unter von Bock zugeordnet und ab Juni 1942 der Heeresgruppe B unter von Weichs. Sie kämpfte u. a. 1942 in der Schlacht von Woronesch und im Januar 1943 am Donbogen zwischen Woronesch und Pawlowsk. Als Eingreifreserve für den Fall eines sowjetischen Durchbruchs stand nur das sogenannte Panzerkorps Cramer z. b. V. unter Generalleutnant Hans Cramer bereit. Es umfasste nicht ganz zwei deutsche Infanteriedivisionen, eine Panzergruppe, eine Sturmgeschützabteilung und die ungarische 1. Panzerdivision. In einem Memorandum an Horthy warnte er bereits früh vor möglichen Konsequenzen.
Am 12. Januar begann der Großangriff der Roten Armee aus dem Brückenkopf von Uryw. Der Angriff riss die Front des ungarischen IV. Armeekorps an mehreren Stellen auf. Die ungarischen Truppen konnten noch 24 Stunden die Front in etwa halten, ehe sie zurückwichen. Am 14. Januar traten die sowjetischen Truppen auch aus dem Brückenkopf Schtschutschje zum Angriff aufs ungarische VII. Armeekorps an. Anschließend wurde auch das auf dem linken Flügel stehende ungarische III. Armeekorps angegriffen. Das schon am 12. Januar von Jány angeforderte Generalkommando z.b.V. Cramer wurde ihm verweigert. Über den Einsatz dieser Reserve bestimmte einzig und allein Adolf Hitler. Dieser Kampfverband war die einzige deutsche Reserve am Südabschnitt der deutschen Ostfront im Januar 1943.
Drei Tage nach dem Beginn der Offensive waren große Teile der ungarischen Armee auf dem Rückzug. Nur einzelne abgeschnittene Verbände harrten noch in ihren Stellungen am Don aus. Wegen der sowjetischen Übermacht und dem Mangel an Panzerabwehrwaffen konnte die Rote Armee nicht gestoppt werden. Generaloberst von Weichs, Oberbefehlshaber der Heeresgruppe B, bat nun Hitler um die Erlaubnis, die Front der Ungarn auf die Linie des Aidar-Flusses zurückzunehmen. Hitler verweigerte dazu die Genehmigung. Als sich am 15. Januar sowjetische Panzer mit aufgesessener Infanterie Alexejewka, dem Sitz des ungarischen Armeeoberkommandos, näherten, drohte die Einkesselung von Teilen der ungarischen und der italienischen Armee. Weichs schickte Generalmajor Hermann von Witzleben, Deutscher General beim ungarischen Armeeoberkommando 2, inoffiziell zu Jány. Witzleben sollte Jány bewegen, im Interesse seiner Armee den Rückzug auf eigene Verantwortung anzuordnen, ohne auf eine Genehmigung von Hitler zu warten, denn ein Rückzug widersprach Hitlers Anweisungen. Jány verlangte vom Oberkommando der Heeresgruppe B eine klare Anweisung, die Weichs ihm nicht geben wollte. Erst am 17. Januar gab das Oberkommando der Heeresgruppe B, der ihr unterstellten ungarischen Armee, den Befehl nach der Lage zu handeln. Jány ließ nun weitere kostbare Stunden verstreichen, bevor er einen Rückzugsbefehl an alle unterstellten Truppen gab. Ein geordneter Rückzug seiner Truppen war nun bereits ausgeschlossen. Trotz hohen persönlichen Einsatzes konnte Jány eine schnelle und vernichtende Niederlage seiner Armee nicht abwenden.
Von den anfänglich 200.000 ungarischen Soldaten und 50.000 jüdischen Zwangsarbeitern in Bautrupps der Armee fielen bei den Kämpfen im Januar 1943 ungefähr 100.000, weitere 35.000 wurden verwundet und 60.000 gerieten in Gefangenschaft. Nur 40.000 Armeeangehörige kehrten später nach Ungarn zurück. Diese Verluste waren die höchsten Verluste, die eine ungarische Armee jemals in einer einzelnen Schlacht hinnehmen musste.
Jány erstellte einen Tagesbefehl am 24. Januar 1943 für seine Armee. Jány beschuldigte seine Soldaten in dem Tagesbefehl der Feigheit, sie habe „ihre Ehre auf dem Schlachtfeld vollends verloren“. „Mit härtester Hand, wenn nötig auch durch Erschießung an Ort und Stelle, müssen die Ordnung und eine eiserne Disziplin wiederhergestellt werden, wobei es keine Ausnahme gibt, ob Offizier oder einfacher Soldat der Schuldige ist!“ donnerte der Generaloberst. Die deutschen Truppen verdienten Bewunderung: „Wir verdienen sie nicht…“ In einem neuen Tagesbefehl am 4. April 1943 korrigierte´er sich radikal und ließ seine vorangegangene Order für ungültig erklären.
Alle kriegsgerichtlichen Verfahren wegen der Niederlage, die Generaloberst Jány noch Ende Januar/Anfang Februar 1943 angeordnet hatte, wurden „von höheren Stellen“ eingestellt. Lediglich gegen Jány selbst beabsichtigte die Regierung in Budapest eine kriegsgerichtliche Untersuchung einzuleiten. Als Jány am 31. März 1943 mit dem deutschen Ritterkreuz des Eisernen Kreuzes ausgezeichnet wurde verzichtete man in Budapest aus politischen Gründen auf eine Untersuchung. Jány kehrte am l. Mai 1943 mit dem letzten Truppentransport seiner Armee aus Russland zurück. Er wurde in der Heimat zwar feierlich empfangen, aber als Kommandeur abgelöst. Sein Nachfolger als Befehlshaber der 2. Armee war Géza Lakatos. Ein neues Kommando bekam er nicht mehr. Im Herbst 1943 wurde er auf eigenen Wunsch in den Ruhestand versetzt.
Bis November 1944 lebte Jány in Budapest und floh dann vor der heranrückenden Front mit seiner kranken Frau nach Deutschland. Dort stellte er sich am 1. Mai 1945 US-amerikanischen Truppen in Eichendorf und wurde Kriegsgefangener.

## Nachkriegszeit

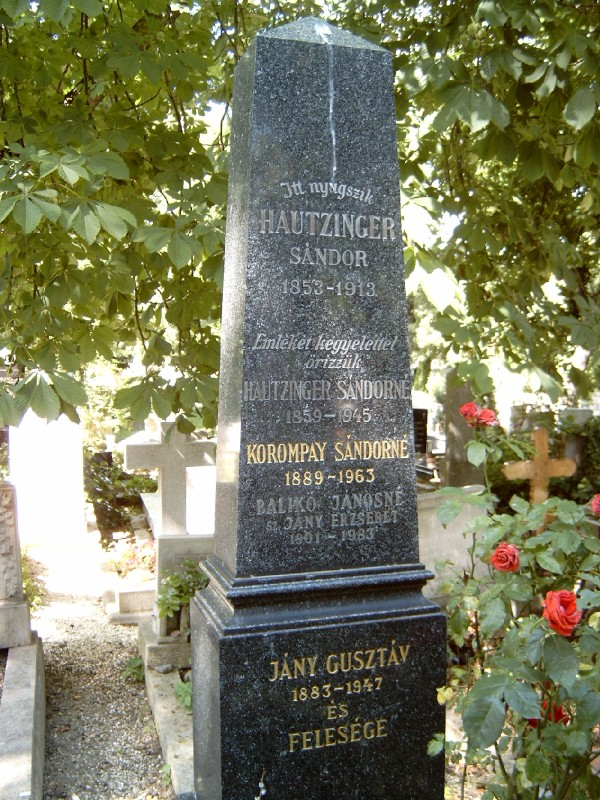
Grab der Familie Hautzinger-Jány auf dem Budapester Farkasréti-Friedhof

Am 19. Juni 1945 wurde Jány in Abwesenheit aus der ungarischen Armee ausgestoßen. Er wurde bereits 1946 aus amerikanischer Kriegsgefangenschaft entlassen und arbeitete dann als Flickschuster in Bayern. Nach dem Tod seiner Frau kehrte er im Oktober 1946 freiwillig nach Ungarn zurück, obwohl ihm von amerikanischer Seite ein Exil in Westeuropa angeboten wurde und er vor einem Gerichtsverfahren gewarnt wurde. Ein Beweggrund für Jánys Rückkehr soll sein Wunsch gewesen sein, Verantwortung für den Untergang der 2. Armee zu übernehmen. Nicht seine Offiziere trügen die Schuld am Untergang seiner Armee, sondern, wenn überhaupt, er allein sei dafür verantwortlich. In Ungarn wurde Jány bald verhaftet. Der ungarische Volksgerichtshof verurteilte ihn im September 1947 wegen Kriegsverbrechen zum Tode. Jány verzichtete auf ein Gnadengesuch und wurde am 26. November 1947 durch Erschießen hingerichtet.
Anfang der 1990er Jahre wurden Vorwürfe laut, die Jány persönlich für das Leiden und die Ermordung zehntausender junger ungarischer Juden verantwortlich machten. Jány hat jedoch nachweislich bei Generaloberst von Salmuth gegen die Misshandlung und Ermordung der unter seinem Kommando stehenden jüdischen Zwangsarbeiter durch SS und Wehrmacht protestiert.
Im Jahr 1993 wurde Jány durch ein ungarisches Militärgericht rehabilitiert. Seine Rolle im Zweiten Weltkrieg wurde in Ungarn zwischenzeitlich neu bewertet.